# Bruno Binnebesel
Bruno Binnebesel (* 26. September 1902 in Tuchel, Westpreußen; † 13. November 1944 im Zuchthaus Brandenburg) war ein katholischer Priester. Binnebesel wurde 1944 vom Volksgerichtshof zum Tode verurteilt. Das Urteil wurde am 13. November 1944 vollstreckt.

## Leben
Binnebesel wurde 1902 in Tuchel bei Bromberg in Westpreußen geboren. Er studierte Katholische Theologie und Philosophie an der Albert-Ludwigs-Universität in Freiburg im Breisgau und an der Universitas Vratislaviensis (Universität Breslau) in Breslau. In Freiburg im Breisgau wurde er Mitglied der katholischen Studentenverbindung KDStV Hohenstaufen Freiburg im Breisgau und in Breslau bei der KDStV Winfridia (Breslau) Münster, beide im CV. Binnebesel war 1924 Sekretär des geschäftsführenden Vorortes, der 1923/1924 in Breslau ansässig war.
1928 wurde er in Breslau zum Priester geweiht. 1933 wurde er an der Universität Breslau mit der Arbeit Die Stellung der Theologen des Dominikanerordens zur Frage nach der unbefleckten Empfängnis Marias bis zum Konzil von Basel zum Dr. theol. promoviert. Binnebesel engagierte sich insbesondere in der Jugendarbeit. Er arbeitete als Vikar in der Birgittenkirche in Danzig, ab 1938 war er Kurat und Pfarrer der St. Antoniuskirche in Danzig-Brösen. Binnebesel war ein Gegner des Nationalsozialismus und hielt sich mit seiner Kritik auch in der Öffentlichkeit nicht zurück. Es wurde immer wieder versucht, Binnebesel zu inhaftieren, was jedoch nicht gelang. 1943 wurde er denunziert und am 3. November 1943 schließlich zusammen mit zwei anderen Pfarrangehörigen, mit denen er verbotene Radiosendungen hörte, verhaftet.  Als „Anstifter und Verführer der anderen“ wurde er im Sommer 1944 in das Zuchthaus Brandenburg-Görden in Brandenburg an der Havel verbracht. Der Volksgerichtshof Berlin, unter Vorsitz von Roland Freisler, verurteilte Binnebesel am 9. September 1944 – sieben Wochen nach dem Attentat auf Adolf Hitler – zum Tode. Das Urteil wurde von den Richtern damit begründet, dass er „fremde Sender abgehört und das Gehörte in kirchlich gebundenen Kreisen verbreitet habe“.
Das Urteil wurde am 13. November 1944 vollstreckt. Der Leichnam Binnebesels wurde verbrannt. Die Urne blieb in der Urnenhalle in Brandenburg an der Havel und wurde am 16. Oktober 1947 auf dem Friedhof der Domgemeinde St. Hedwig in Berlin beigesetzt.
Sein Vetter, der Eisenbahner Alfons Binnebesel (* 1902) wurde am Karfreitag den 22. März 1940 im KZ Stutthof erschossen. Drei Tage nach dem Gefecht um das polnische Postamt in Danzig (1939) starb der Oberpostassistent Bernard Binnebesel an den Folgen seiner Verwundungen, die er bei der Verteidigung des Gebäudes erhalten hatte.

## Gedenken
Die katholische Kirche hat Pfarrer Bruno Binnebesel als Glaubenszeugen in das deutsche Martyrologium des 20. Jahrhunderts aufgenommen.